# الحضارة البيئية

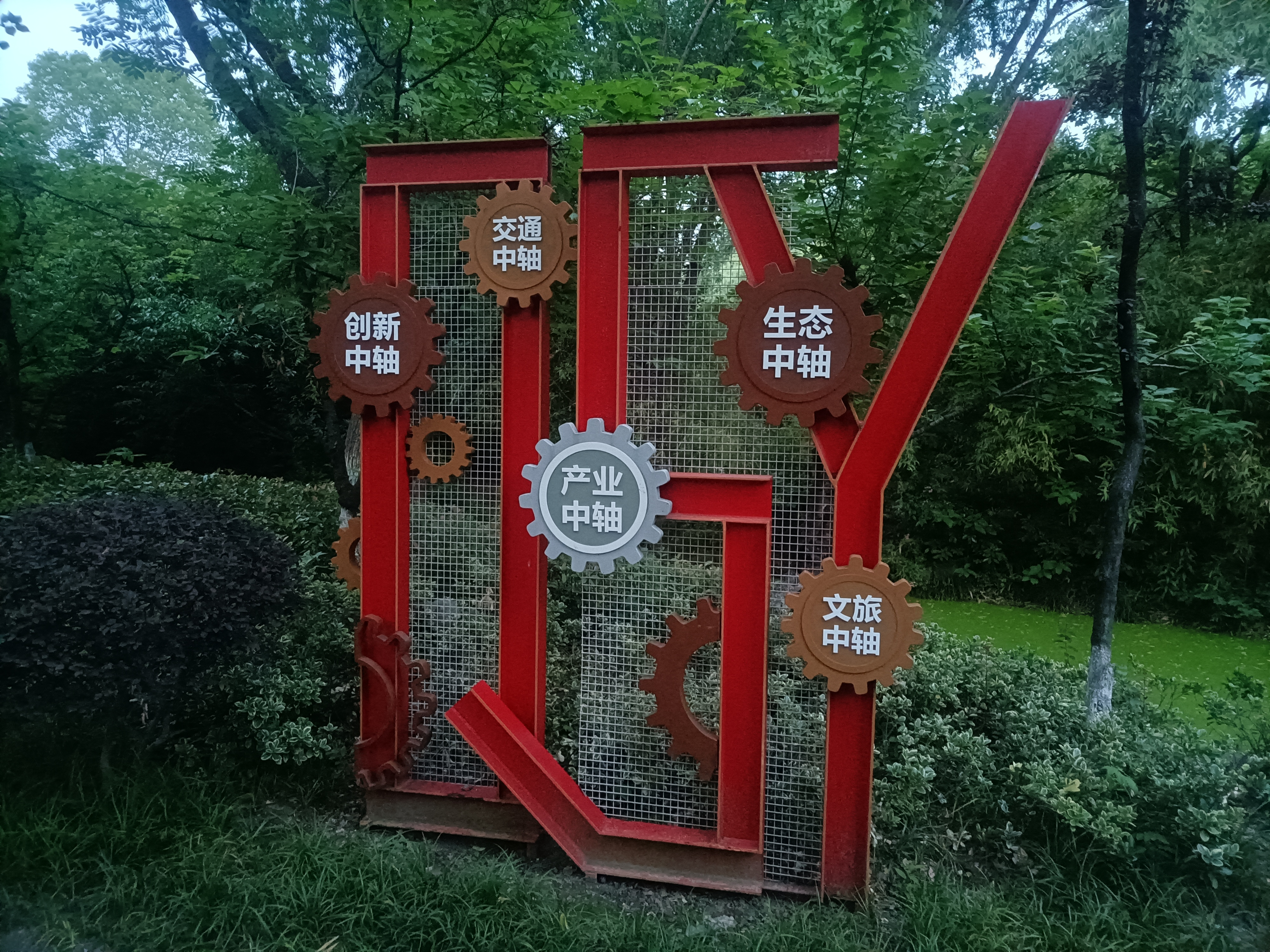
هذا شعار منظمة الربط البيئي للانظمة المهتمة بضمان سلامة البيئة

الحضارة البيئية هي الهدف النهائي المرجو من الإصلاحات الاجتماعية والبيئية في مجتمع ما. وهذا يعني أن التغييرات المطلوبة للاستجابة العالمية والاجتماعية غير العادلة للاحتباس الحراري واسعة النطاق تتطلب شكلاً آخر من أشكال التحضّر الإنساني، يعتمد أحدها على مبادئ علم البيئة. تتضمن الحضارة البيئية والتي تُفسّر على نطاق واسع على توليفة من الإصلاحات الاقتصادية والتعليمية والسياسية والزراعية وغيرها من الإصلاحات التي تهدف إلى الاستدامة.
على الرغم من أن المصطلح صيغ أول مرة في عقد الثمانينيات من القرن العشرين، إلا أنه لم يشهد استخداماً واسع النطاق حتى عام 2007، عندما أصبحت «الحضارة البيئية» هدفاً واضحاً للحزب الشيوعي الصيني. في نيسان (أبريل) 2014، أسس تحالف الحضارات والمنظمة التعاونية الدولية للسلامة البيئية لجنةً فرعية للحضارة البيئية. يتفق أنصار الحضارة البيئية مع ما كتبه البابا فرانسيس «نحن لا نواجه أزمتين منفصلتين، واحدة بيئية وأخرى اجتماعية، لكنها أزمة واحدة معقدة اجتماعية بيئية. تتطلب الاستراتيجيات لإيجاد حل منهجية تكاملية لمحاربة الفقر واستعادة كرامة المستبعدين المهمشين وفي نفس الوقت حماية البيئة.» على هذا النحو، تؤكد الحضارة البيئية على الحاجة إلى إصلاحات بيئية واجتماعية رئيسية طويلة الأجل ونظامية في توجّهها.

## التاريخ
عام 1984، اقترح خبراء البيئية في الاتحاد السوفيتي السابق مصطلح “الثقافة البيئية” (экологической культуры) في مقالة قدمت بعنوان “طرق تعزيز الثقافة البيئية لدى الأفراد في ظل ظروف الاشتراكية الراشدة" ونشرت في الشيوعية العلمية, Moscow, vol. 2. نشر ملخص لهذه المقالة في صحيفة غوانغمينغ اليومية الصينية، حيث ترجم المصطلح "ثقافة بيئية" إلى "حضارة بيئية".
بعد عامين،
بعد ذلك بعامين، تم تعريف مفهوم الحضارة البيئية في الصين، حيث استخدم للمرة الأولى من قبل الاقتصادي الزراعي يي كيانجي (1909-2017) عام 1987. عرّف البروفيسور يي الحضارة البيئية بالاعتماد على علم البيئة والفلسفة البيئية.
استخدم مصطلح "الحضارة البيئية" كمصطلح تقني للمرة الأولى في كتاب أصدره روي موريسون باللغة الإنجليزية عام 1995. وهو عالم بيئي، حيث صاغ العبارة في كتابه "الديمقراطية البيئية"، وكتب أن "الحضارة البيئية تقوم على حياة متنوعة تدعم الإيكولوجيا الطبيعية والاجتماعية المرتبطة.”
وجد أن المصطلح استُخدم على نطاق أوسع في النقاشات الصينية بدءاً من عام 2007. عام 2012، ضمّن الحزب الشيوعي الصيني هدف تحقيق حضارة بيئية في دستوره، كما أوردها في الخطة الخمسية للصين. في السياق الصيني، افترض المصطلح بشكلٍ عام إطار «ما بعد الحداثة البنّاءة»، بدلاً من توسيع ممارسات الحركة الحداثية أو ما بعد الحداثة، التي تنبع من تفكيك جاك دريدا.
ارتبطت كل من مصطلحات "الحضارة البيئية" و"ما بعد الحداثة البناءة" بفلسفة الصيرورة لألفريد نورث وايتهيد. كان ديفيد راي غريفن وهو فيلسوف عمليات وأستاذ جامعي في كلية كلاريمونت للاهوت، أول من استخدم مصطلح "ما بعد الحداثة البناءة" في كتابه " "تنوعات لاهوت ما بعد الحداثة" عام 1989.
عُقد أكبر مؤتمر دولي حول موضوع الحضارة البيئية (الاستيلاء على بديل: نحو حضارة بيئية) في كلية بومونا في حزيران (يونيو) 2015، حضره أكثر من 2000 مشارك من جميع دول العالم وضمّ قادة بارزين في الحركة البيئية أمثال بيل مكيبين وفاندانا شيفا وجون بي. كوب وويس جاكسون وشيري لياو. وقد كان ذلك بالتزامن مع المنتدى الدولي التاسع للحضارة البيئية -وهي سلسلة مؤتمرات سنوية في كليرمونت في كاليفورنيا تأسست عام 2006.
" من مؤتمر "الاستيلاء على بديل"، شارك فيليب كلايتون وأندرو شفارتز في تأسيس معهد الحضارة البيئية، وشارك في تأليف كتاب "ما هي الحضارة البيئية: الأزمة والأمل ومستقبل الكوكب"، الذي نُشر عام 2019.
منذ عام 2015، ارتبط النقاش الصيني حول الحضارة البيئية بشكلٍ متزايد مع شكل متأصل بالماركسية. استخدم فيليب كلايتون وجستن هاينزكير مصطلح «الماركسية العضوية» لأول مرة في كتابهما «الماركسية العضوية: بديل الرأسمالية والكارثة البيئية»، عام 2014. يصف الكتاب، الذي تُرجم إلى اللغة الصينية ونشرته صحافة الشعب عام 2015، الحضارة البيئية على أنها هدف موجّه لبيئية العالم.
ثمة تعزيز دفاعي للحضارة البيئية كهدف أولي للبشرية نشره أرّان غير في «الأسس الفلسفية للحضارة البيئية: بيان للمستقبل» التي نشرت عام 2016.